# Poliginia
     La poliginia è legale
     La poliginia è legale in alcune regioni (solo Indonesia)
     La poliginia è legale solo per i musulmani
     La poliginia è illegale, ma la pratica non è criminalizzata
     La poliginia è illegale e la pratica è criminalizzata
     Status giuridico sconosciuto

La poliginia è legale
La poliginia è legale in alcune regioni (solo Indonesia)
La poliginia è legale solo per i musulmani
La poliginia è illegale, ma la pratica non è criminalizzata
La poliginia è illegale e la pratica è criminalizzata
Status giuridico sconosciuto
- In Eritrea, India, Filippine, Malesia, Singapore e Sri Lanka la poliginia è legale solo per i musulmani.
- In Nigeria e Sud Africa, i matrimoni poliginosi basati sul diritto consuetudinario sono legalmente riconosciuti per i musulmani.
- Nelle Mauritius, le unioni poliginiche non hanno riconoscimento legale. Tuttavia, gli uomini musulmani possono sposare fino a quattro donne, ma non hanno lo status giuridico di mogli.

La poliginia, parola composta derivante dal greco di πολυ- (poli-, forma compositiva di πολύς «molto») e γυνή, tradotto in italiano con «donna», è la relazione poligamica che si instaura tra un individuo di sesso maschile e due o più individui di sesso femminile.
La differenza con la poligamia è che quest'ultimo termine è generico e non intende esclusivamente la possibilità di avere più femmine (poliginia), ma include anche la possibilità di avere più maschi (poliandria).
In biologia la poliginia si verifica tra gli insetti sociali quando all'interno di una colonia è presente più di una femmina feconda e in grado di riprodursi. Nelle formiche una iniziale poliginia, nota come pleometrosi, si verifica quando più regine fondano assieme una colonia. Spesso, dopo la nascita di un sufficiente numero di operaie, tutte le regine eccetto una vengono uccise o scacciate stabilendo un normale stato di monoginia, che è la situazione in cui esiste una singola femmina riproduttrice. Nei Vespidae sociali, specie nei Polistes, più fondatrici possono avviare un medesimo nido stabilendo una gerarchia che permette solo all'esemplare dominante, femmina alfa, il ruolo dell'ovideposizione. Le sue subordinate subiranno una regressione degli ovari perdendo in maniera reversibile la capacità di deporre le uova. La riacquisteranno solo se la femmina alfa abbandonerà il nido o morirà.
Nell'Islam è permesso avere fino a 4 mogli in contemporanea, anche se Maometto ne ebbe di più.

## Incidenza
La poliginia è più diffusa in Africa che in qualsiasi altro continente. Alcuni studiosi teorizzano che l'impatto della tratta degli schiavi sul rapporto tra i sessi tra maschi e femmine sia stato un fattore chiave nell'emergere e nel rafforzamento delle pratiche poliginiche nelle regioni dell'Africa.
La poligamia è più comune in una regione conosciuta come la “cintura della poligamia” nell’Africa occidentale e centrale, con i paesi che si stima abbiano la più alta prevalenza di poligamia nel mondo sono Burkina Faso, Mali, Gambia, Niger e Nigeria. Nella regione dell’Africa sub-sahariana, la poliginia è comune e profondamente radicata nella cultura, con l’11% della popolazione dell’Africa sub-sahariana che vive con tali matrimoni (il 25% della popolazione musulmana e il 3% di quella cristiana, al 2019). La poliginia è particolarmente diffusa nell'Africa occidentale, con i paesi che si stima abbiano la più alta prevalenza di poliginia nel mondo nel 2019 essendo Burkina Faso (36%), Mali (34%) e Gambia (30%). Al di fuori dell’Africa, la prevalenza più alta si registra in Afghanistan, Yemen e Iraq.
Storicamente, la poliginia era in parte accettata nell’antica società ebraica, nella Cina classica e nelle sporadiche culture tradizionali dei nativi americani, africani e polinesiani. Nel subcontinente indiano, si sapeva che veniva praticato fin dall'antichità.
Nel Nord America, la poliginia è praticata da alcune sette mormoni, come la Chiesa di Gesù Cristo dei santi degli ultimi giorni (Chiesa FLDS).
La poliginia è più comune nelle società che hanno l'abitudine del prezzo della sposa.
Alcuni studi sul DNA mitocondriale hanno dimostrato che ci sono state più madri che padri nel patrimonio genetico della specie umana, il che significa che la proporzione di femmine che si sono riprodotte in ogni generazione è stata generalmente maggiore della proporzione di uomini che si sono riprodotti. Gli autori di uno studio del 2014 hanno attribuito questi risultati alla poliginia diffusa.

## Causa e spiegazione

### Aumentare la divisione del lavoro
Ester Boserup è stata la prima a proporre che l'elevata incidenza della poliginia nell'Africa sub-sahariana sia radicata nella divisione sessuale del lavoro nell'agricoltura e nel grande contributo economico delle donne.
In alcune regioni in cui la poliginia è più frequentemente registrata, il lavoro è spesso nettamente diviso tra i sessi. In molti di questi casi, il compito di abbattere gli alberi in preparazione di nuovi appezzamenti, di recintare i campi contro gli animali selvatici e talvolta di piantare i raccolti, è solitamente svolto da uomini e ragazzi più grandi (insieme alla caccia, alla pesca e all'allevamento di bestiame). Le mogli, d'altra parte, sono responsabili di altri aspetti della coltivazione, della lavorazione del cibo, della fornitura dei pasti e dello svolgimento dei compiti domestici per la famiglia. Boserup osserva che, sebbene il lavoro svolto dalle donne copra una percentuale maggiore dei compiti che costituiscono la base della vita subsahariana, le donne spesso non ricevono la maggior parte dei benefici che accompagnano il successo economico e agricolo.
Un coltivatore anziano, con diverse mogli e probabilmente diversi figli maschi, trae vantaggio dall’avere una forza lavoro molto più numerosa all’interno della sua famiglia. Grazie agli sforzi congiunti dei suoi giovani figli e delle giovani mogli, egli potrà gradualmente espandere la sua coltivazione e diventare più prospero. Un uomo con una sola moglie ha meno aiuto nella coltivazione ed è probabile che abbia poco o nessun aiuto per abbattere gli alberi. Secondo i dati storici di Boserup, le donne che vivono in tale struttura accolgono anche una o più co-mogli per condividere con loro il peso del lavoro quotidiano. Tuttavia, la seconda moglie di solito svolgerà il lavoro più faticoso, quasi come se fosse una serva della prima moglie, e sarà inferiore alla prima moglie in termini di status. Uno studio degli anni '30 sui Mende nello stato dell'Africa occidentale della Sierra Leone ha concluso che una pluralità di mogli è una risorsa agricola, poiché un gran numero di donne rende superfluo l'impiego di lavoratori salariati. La poliginia è considerata un vantaggio economico in molte zone rurali. In alcuni casi, il ruolo economico della moglie aggiuntiva consente al marito di godere di più tempo libero.
Lo studio comparativo dell'antropologo Jack Goody sui matrimoni nel mondo, utilizzando l'Atlante etnografico, ha dimostrato una correlazione storica tra la pratica della coltivazione estensiva a turni e la poliginia in molte società dell'Africa subsahariana. Basandosi sul lavoro di Ester Boserup, Goody osserva che in alcune delle regioni scarsamente popolate in Africa in cui avviene la coltivazione a turni, gran parte del lavoro è svolto dalle donne. Ciò favoriva i matrimoni poliginici, in cui gli uomini cercavano di monopolizzare la produzione delle donne "che sono apprezzate sia come lavoratrici che come madri".
Goody osserva tuttavia che la correlazione è imperfetta e descrive anche sistemi agricoli tradizionalmente dominati dagli uomini, anche se relativamente estesi, come quelli comuni in gran parte dell'Africa occidentale, in particolare nella regione della savana, dove la maggior parte del lavoro agricolo è svolto dagli uomini, e la poligamia è desiderata più per la produzione di figli maschi il cui lavoro agricolo è apprezzato.
L'osservazione di Goody riguardo ai sistemi agricoli maschili africani è discussa e supportata dagli antropologi Douglas R. White e Michael L. Burton nel loro articolo "Causes of Polygyny: Ecology, Economy, Kinship, and Warfare", dove gli autori notano: "Goody (1973) si oppone all'ipotesi dei contributi femminili. Egli nota il confronto di Dorjahn (1959) tra l'Africa orientale e quella occidentale, che mostra contributi agricoli femminili più elevati nell'Africa orientale e tassi di poliginia più elevati nell'Africa occidentale, specialmente nella savana dell'Africa occidentale, dove si riscontrano contributi agricoli maschili particolarmente elevati. Goody afferma: "Le ragioni dietro la poliginia sono sessuali e riproduttive piuttosto che economiche e produttive" (1973: 189), sostenendo che gli uomini si sposano in modo poliginico per massimizzare la loro fertilità e per ottenere grandi famiglie contenenti molti giovani dipendenti maschi."
Un’analisi di James Fenske (2012) ha rilevato che la mortalità infantile e gli shock economici legati all’ecologia avevano un’associazione più forte con i tassi di poligamia nell’Africa sub-sahariana piuttosto che con i contributi agricoli femminili (che sono tipicamente relativamente piccoli nella savana dell’Africa occidentale e nel Sahel, dove i tassi di poliginia sono più alti), scoprendo che i tassi di poliginia diminuiscono significativamente in linea con i tassi di mortalità infantile.

### Desiderio di progenie
La maggior parte delle ricerche sulle determinanti della poliginia si è concentrata su fattori di livello macro. La poliginia diffusa è legata ai gruppi di parentela che condividono la discendenza da un antenato comune. La poliginia fungeva anche da "principio dinamico di sopravvivenza, crescita, sicurezza, continuità e prestigio della famiglia", soprattutto come meccanismo socialmente approvato che aumenta immediatamente il numero di lavoratori adulti e l'eventuale forza lavoro di bambini residenti.
Secondo studi scientifici, il sistema di accoppiamento umano è considerato moderatamente poliginico, sulla base sia di indagini sulle popolazioni mondiali, sia delle caratteristiche della fisiologia riproduttiva umana.

### Onere economico
Gli studiosi hanno sostenuto che nei sistemi agricoli in cui gli uomini svolgono la maggior parte del lavoro agricolo, una seconda moglie può rappresentare un peso economico piuttosto che una risorsa. Per nutrire un'altra moglie, il marito deve lavorare di più lui stesso oppure deve assumere operai per svolgere parte del lavoro. In tali regioni, la poliginia è inesistente o è un lusso a cui solo una piccola minoranza di ricchi agricoltori può concedersi.
Un rapporto del segretariato della Commissione economica per l'Africa delle Nazioni Unite (ECA) cita: "uno degli attrattivi più forti della poliginia per gli uomini in Africa è proprio il suo aspetto economico, poiché un uomo con più mogli possiede più terra, può produrre più cibo per la sua famiglia e può raggiungere uno status elevato grazie alla ricchezza di cui può disporre". Nella discussione di Boserup del 1970 sulle precedenti analisi dei sistemi poliginici, ad esempio quella del lavoro di Little degli anni '30, secondo cui attraverso il duro lavoro, l'assistenza economica e agricola delle diverse mogli di un uomo, un marito poteva permettersi di pagare il prezzo della sposa di una nuova moglie e favorire il suo accesso a più terre, aumentando nel frattempo la sua progenie. Secondo Boserup, che scriveva nel 1970, le regole tribali sul possesso della terra erano ancora in vigore in gran parte del continente africano. In questo sistema, i membri di una tribù che comanda un certo territorio avevano il diritto nativo di prendere la terra coltivata per la produzione alimentare e, in molti casi, anche per la coltivazione di raccolti da reddito. In questo sistema di possesso, una moglie in più è una risorsa economica che aiuta la famiglia ad espandere la propria produzione.
L'economista Michèle Tertilt conclude che i paesi che praticano la poliginia sono meno stabili economicamente di quelli che praticano la monogamia. I paesi poliginici hanno solitamente un tasso di fertilità più elevato, minori riserve di risparmio e un PIL inferiore. Uno studio del 2014 stima che la fertilità diminuirebbe del 40%, i risparmi aumenterebbero del 70% e il PIL aumenterebbe del 170% se la poliginia fosse vietata. Le società monogame presentano un aumento della produttività economica perché gli uomini monogami sono in grado di risparmiare e investire le proprie risorse perché hanno meno figli. Le società poliginiche hanno una maggiore concentrazione di uomini che investono in metodi di accoppiamento con le donne, mentre gli uomini monogami investono di più nelle loro famiglie e in altre istituzioni correlate.
Nonostante i costi dei matrimoni poliginici, uno studio del 1995 suggerisce che gli uomini traggono vantaggio dal sposare più mogli attraverso l’assicurazione economica e sociale prodotta dai legami di parentela. Con una vasta rete di suoceri, questi uomini hanno i legami di cui hanno bisogno per compensare altre carenze economiche.

### Libido
Alcuni analisti hanno ipotizzato che un'elevata libido possa essere un fattore nella poliginia, sebbene altri ne abbiano minimizzato il significato. L'impulso sessuale come fattore in alcune culture asiatiche era talvolta associato a uomini ricchi e a quelli che erano aggiunti a un'aristocrazia, sebbene tali percezioni libidinali fossero a volte scartate a favore della visione della poliginia come un fattore della vita tradizionale. Ad esempio, molte società dell'Africa subsahariana considerano la poliginia essenziale per espandere la propria progenie e parentela, una pratica di elevata importanza culturale. In questo caso, sarebbe difficile determinare se l’origine fosse quella di un’elevata libido, poiché la poliginia verrebbe comunque praticata. Altre spiegazioni postulano che la poliginia sia uno strumento utilizzato per scongiurare le inclinazioni all'infedeltà. In un capitolo che confronta la poliginia dell'Africa sub-sahariana, Boserup (1970) commenta che nelle regioni in cui la poliginia è praticata, ma per ragioni demografiche ed economiche deve essere ritardata per i maschi fino all'età avanzata, si prevede una maggiore incidenza di adulterio e prostituzione.

### Schiavitù delle donne
I ricercatori hanno suggerito che i Vichinghi potrebbero aver originariamente iniziato a navigare e fare incursioni a causa della necessità di cercare donne da terre straniere. Il concetto fu espresso nell'XI secolo dallo storico Dudo di Saint-Quentin nella sua semi-immaginaria Storia dei Normanni. Gli uomini vichinghi ricchi e potenti tendevano ad avere molte mogli e concubine, e queste relazioni poliginiche potrebbero aver portato a una carenza di donne idonee per il maschio vichingo medio. Per questo motivo, l'uomo vichingo medio avrebbe potuto essere costretto a compiere azioni più rischiose per ottenere ricchezza e potere e poter trovare donne adatte. Gli uomini vichinghi spesso acquistavano o catturavano donne e le trasformavano in mogli o concubine. Gli Annali dell'Ulster affermano che nell'821 i Vichinghi saccheggiarono un villaggio irlandese e "portarono via un gran numero di donne in cattività".
La poliginia nell’Africa occidentale, la regione del mondo in cui la pratica è più comune, esiste in un contesto sociale in cui fattori storici, come la tratta degli schiavi, e la religione locale, l’Islam, interagiscono creando una cultura in cui la poliginia è diffusa. L'impatto della tratta degli schiavi sul rapporto tra i sessi maschio-femmina è stato citato come un fattore chiave nell'elevata prevalenza di pratiche poliginiche in questa regione dell'Africa.

## Risultati
Delle 1.231 società elencate nell'Atlante etnografico del 1980, 186 risultarono monogame; 453 avevano poliginia occasionale; 588 avevano una poliginia più frequente; e 4 avevano poliandria. Alcune ricerche hanno dimostrato che i maschi che vivono in matrimoni poliginici possono vivere il 12% in più. La poliginia può essere praticata laddove vi è un rapporto maschi-femmine inferiore; ciò può derivare da un aumento della mortalità dovuta a malattie infettive nei neonati maschi. Tuttavia, il rapporto naturale tra i sessi alla nascita è in realtà leggermente sbilanciato a favore dei maschi (il rapporto naturale tra i sessi è di circa 105 maschi/100 femmine alla nascita; generalmente compreso tra 103 e 107); attualmente in alcuni paesi questo è ancora più sbilanciato a favore dei maschi a causa dell'aborto selettivo per sesso e dell'infanticidio femminile.

### Violenza
La ricerca mostra che la poliginia è ampiamente praticata laddove le società sono destabilizzate, più violente, con maggiori probabilità di invadere i vicini e maggiori probabilità di fallire. Ciò è stato attribuito al fattore di disuguaglianza della poliginia, dove mentre il 10% dei maschi più ricchi e potenti ha quattro mogli ciascuno, il trenta per cento dei maschi più poveri non può sposarsi. Nei primi venti paesi dell’indice degli Stati fragili del 2017, la poliginia è ampiamente praticata. Nell'Africa occidentale, più di un terzo delle donne sono sposate con un uomo che ha più di una moglie, e uno studio su 240.000 bambini in 29 paesi africani ha anche dimostrato che, dopo aver controllato altri fattori, i bambini provenienti da famiglie poliginiche avevano maggiori probabilità di morire giovani. Uno studio del 2019 su 800 gruppi etnici africani rurali pubblicato sul Journal of Conflict Resolution ha rilevato che "i giovani uomini che appartengono a gruppi poliginici sentono di essere trattati in modo più diseguale e sono più disposti ad usare la violenza rispetto a quelli appartenenti a gruppi monogami."
In una tesi di dottorato del 2011, l'antropologo Kyle R. Gibson ha esaminato tre studi che documentavano 1.208 attacchi suicidi dal 1981 al 2007 e ha scoperto che i paesi con tassi di poliginia più elevati erano correlati a una maggiore produzione di terroristi suicidi. Il politologo Robert Pape ha scoperto che tra i terroristi suicidi islamici, il 97% non erano sposati e l'84% erano uomini (o se si esclude il Partito dei Lavoratori del Kurdistan, il 91% uomini), mentre uno studio condotto dall'esercito americano in Iraq nel 2008 ha scoperto che gli attentatori suicidi erano quasi sempre uomini non sposati senza figli di età compresa tra 18 e 30 anni (con un'età media di 22 anni), ed erano tipicamente studenti oppure impiegati in occupazioni da colletto blu. Oltre a notare che i paesi dove la poliginia è ampiamente praticata tendono ad avere tassi di omicidio e stupro più elevati, gli scienziati politici Valerie M. Hudson e Bradley Thayer hanno sostenuto che, poiché l'Islam è l'unica grande tradizione religiosa dove la poliginia è tuttora in gran parte accettata, i livelli più elevati di disuguaglianza coniugale nei paesi islamici rispetto alla maggior parte del mondo fanno sì che abbiano popolazioni più numerose suscettibili al terrorismo suicida, e che le promesse di harem di vergini per il martirio servono come meccanismo per mitigare i conflitti di gruppo all'interno dei paesi islamici tra maschi alfa e non alfa portando stima alle famiglie di questi ultimi e reindirizzando la loro violenza verso gruppi esterni.
Insieme alla sua ricerca sulle Tigri Tamil, l’antropologo Scott Atran ha scoperto che i gruppi terroristici palestinesi (come Hamas) forniscono stipendi mensili, pagamenti forfettari ed enorme prestigio alle famiglie dei terroristi suicidi. Citando Atran e altre ricerche antropologiche che mostrano che il 99% dei terroristi suicidi palestinesi sono uomini, che l'86% non sono sposati e che l'81% ha almeno sei fratelli (più grandi della dimensione media della famiglia palestinese), lo scienziato cognitivo Steven Pinker ha sostenuto in The Better Angels of Our Nature (2011) che, poiché le famiglie maschili in Cisgiordania e Gaza spesso non possono permettersi i prezzi della sposa, e molte potenziali spose finiscono in matrimoni poliginici, la compensazione finanziaria di un atto di terrorismo suicida può comprare abbastanza spose affinché i fratelli di un uomo abbiano figli per ripagare il sacrificio personale in termini di selezione di parentela e di idoneità biologica (con Pinker che cita anche una famosa citazione attribuita al biologo evoluzionista JBS Haldane quando quest'ultimo scherzò dicendo che non avrebbe sacrificato il suo vita per suo fratello ma sarebbe per "due fratelli o otto cugini").

### Effetti sulle donne
La disuguaglianza tra mariti e mogli è comune nei paesi dove la poliginia è praticata più frequentemente a causa dell’istruzione limitata. In Africa si credeva che la poliginia fosse parte del modo per costruire un impero. Fu solo nell’era post-colonialista in Africa che la poliginia cominciò ad essere considerata ingiusta o tabù. Secondo Natali Exposito, "in uno studio del clan Ngwa Igbo in Nigeria sono stati identificati cinque motivi principali per cui gli uomini mantengono più di una moglie: perché avere più di una moglie consente al marito Ngwa di (1) avere tutti i figli che desidera (2) aumentare il suo prestigio e rafforzare il suo ego tra i suoi pari; (3) migliorare il suo status all'interno della comunità; (4) garantire una disponibilità sufficiente di manodopera per eseguire i lavori agricoli necessari e la lavorazione dei prodotti commerciali della palma da olio; e (5) soddisfare i suoi impulsi sessuali." Di tutte le ragioni addotte, nessuna è vantaggiosa per le mogli, ma solo per i mariti. In Egitto, le femministe hanno combattuto per l’abolizione della poligamia, ma è considerata un diritto umano fondamentale, quindi la lotta non ha avuto successo. Nei paesi dove la poliginia è praticata più raramente, le donne godono di maggiore uguaglianza nel matrimonio e sono maggiormente in grado di comunicare le proprie opinioni sulla pianificazione familiare.
Le donne che partecipano a matrimoni poliginici condividono problemi coniugali comuni con le donne in un matrimonio monogamo; tuttavia, ci sono problemi legati unicamente alla poliginia che influenzano la loro soddisfazione di vita complessiva e hanno gravi implicazioni per la salute delle donne. Le donne che praticano la poliginia sono suscettibili alle infezioni trasmesse sessualmente, all'infertilità e alle complicazioni di salute mentale. Tra i Logoli del Kenya, la paura dell'AIDS o di contrarre il virus dell'HIV ha informato le decisioni delle donne di contrarre matrimoni poliginosi. Alcuni vedono la poliginia come un mezzo per impedire agli uomini di avere partner sessuali casuali e potenzialmente introdurre malattie sessualmente trasmissibili nelle relazioni. Le interviste condotte con alcuni membri della tribù Logoli in Kenya hanno suggerito che temevano i matrimoni poliginosi a causa di ciò di cui hanno assistito nella vita di altre donne che hanno attualmente tali relazioni. Le esperienze osservate di alcune donne nelle unioni poliginiche tendono ad essere caratterizzate da frequenti gelosie, conflitti, competizione, tensioni e stress psicologici. Alcuni mariti non riescono a condividere equamente l’amore e altre risorse; e l'invidia e l'odio, e talvolta gli scontri fisici violenti, diventano all'ordine del giorno tra le co-mogli e i loro figli. Ciò scoraggia le donne dall'entrare in un matrimonio poliginoso. La ricerca mostra che la competizione e il conflitto possono intensificarsi a un livello insopportabile per le co-mogli, inducendo le donne a suicidarsi a causa del disagio psicologico. I risultati mostrano che l’ordine della moglie può influenzare la soddisfazione della vita. Secondo Bove e Valeggia, le donne che sono mogli anziane spesso abusano della loro posizione per ottenere benefici sanitari in paesi dove solo una moglie può diventare beneficiaria. Il conflitto tra co-mogli può essere attribuito ai tassi più elevati di disturbi di salute mentale e problemi come ansia, depressione, somatizzazione, psicoticismo e paranoia. Inoltre, è stato dimostrato che questa ridotta soddisfazione coniugale/di vita e la bassa autostima sono più diffuse tra le donne nelle relazioni poliginiche rispetto alle donne nelle relazioni monogame.
Sono stati usati vari metodi per ridurre la quantità di gelosia e conflitto tra le mogli. Questi includono la poliginia sororale, in cui le co-mogli sono sorelle; e la poliginia delle capanne, in cui ciascuna moglie ha la propria residenza e il marito le visita a rotazione. Talvolta viene utilizzata anche una chiara gerarchia di status tra le mogli per evitare litigi stabilendo inequivocabilmente i diritti e gli obblighi di ciascuna moglie. Sebbene ci siano diversi aspetti dannosi di questa pratica legati alle donne, sono stati segnalati alcuni vantaggi personali ed economici per le donne come la condivisione delle responsabilità familiari e di allevamento dei figli. Inoltre, le mogli condividono compagnia e sostegno con le co-mogli.
Gli studi condotti sul gruppo Ngwa nella Nigeria orientale mostrano che, in media, le donne nelle unioni poliginose sono dal 22 al 26% meno fertili rispetto alle donne nelle unioni monogame. I dati mostrano che maggiore è l’intensità della poliginia, minore è la fertilità delle mogli successive: deficit del 15% per le prime mogli; un deficit del 37% per le seconde mogli; e un deficit del 46% per le terze o più mogli. Gli studi dimostrano che sembra esistere a causa dell'ampliamento del divario di età tra l'ordine successivo delle mogli e della diminuzione dell'esposizione al coito, se tutto il coito avviene nel matrimonio.

### Malattia
Gli studi mostrano che ci sono due meccanismi che potrebbero portare a tassi di prevalenza più elevati dell'HIV negli uomini e nelle donne che vivono in unioni poliginose: i partner nelle unioni poliginose hanno più relazioni extraconiugali e quindi aumentano l'esposizione reciproca all'HIV; le donne reclutate in un'unione poligama hanno maggiori probabilità di essere sieropositive rispetto a quelle che sposano un marito monogamo. Oltre a questi due meccanismi, la variazione nei tassi di prevalenza dell'HIV in base al tipo di unione è probabilmente dovuta al fatto che gli individui nelle unioni poliginiche fanno tipicamente parte di una rete sessuale con unioni simultanee.
L’associazione ecologica tra poliginia e prevalenza dell’HIV si è rivelata negativa a livello subnazionale. La prevalenza dell’HIV tende ad essere inferiore nei paesi in cui la pratica della poliginia è comune, e all’interno dei paesi è inferiore nelle aree con livelli più elevati di poliginia. Le spiegazioni proposte per l'effetto protettivo della poliginia includono la struttura distintiva delle reti sessuali prodotte dalla poliginia, il reclutamento sproporzionato di donne sieropositive nei matrimoni con un marito poliginico e la minore frequenza coitale nelle diadi coniugali dei matrimoni poliginici.
Ad esempio, studi condotti in Malawi hanno dimostrato che tra gli uomini e le donne nei matrimoni poliginici, il tasso di HIV è compreso tra il 10 e il 15%. Secondo i dati ufficiali, circa il 14% della popolazione del Malawi è infettata dall'HIV, che causa l'AIDS. Ogni anno nel Paese si registrano circa 78.000 decessi legati all’AIDS e 100.000 nuove infezioni.

### Critica
La critica alla poliginia si concentra sul benessere delle mogli in tali matrimoni, compresa la coercizione, l'acquisto e la vendita delle mogli (ad esempio attraverso il prezzo della sposa, che è comune nelle società che praticano la poliginia), le preoccupazioni sulla disuguaglianza e il destino dei giovani rimasti senza moglie (come i ragazzi perduti nella Chiesa FLDS), nonché il rapporto tra la poliginia praticata su larga scala in una società e la guerra.
Un notevole critico della poliginia fu Tommaso d'Aquino quasi otto secoli fa. Sosteneva che la poliginia è ingiusta nei confronti di mogli e figli. Sostiene anche che crea figliastri rivali e li costringe a competere per attenzione, cibo e riparo. Secondo Tommaso d'Aquino, la poliginia viola i requisiti di fedeltà tra marito e moglie.
La poliginia è stata criticata da femministe come il professor John O. Ifediora, che crede che le donne dovrebbero essere uguali agli uomini e non soggette a loro nel matrimonio. La professoressa Ifediora ritiene inoltre che la poliginia sia un "ostacolo allo sviluppo sociale ed economico" nel continente africano a causa della mancanza di controllo finanziario da parte delle donne. Le pratiche poliginiche standard spesso lasciano le donne in una posizione di svantaggio se prendono la decisione di allontanarsi dallo stile di vita poliginico. Per lasciare il matrimonio, le donne devono ripagare il prezzo della sposa. Anche se questo è semplice nel pensiero, non è semplice nell’esecuzione. Per evitare che le mogli se ne vadano, i mariti spesso mantengono il prezzo della sposa a livelli elevati, che spesso sono impagabili per le donne. Nella maggior parte dei casi, le donne non hanno accesso ai propri figli se decidono di lasciare la poliginia, né sono autorizzate a prenderli, a causa delle idee culturali di proprietà in relazione alla progenie. Marci Hamilton vede la poliginia come una forma di oppressione delle donne; scrisse: "Nella poligamia, anch'essa un crimine non senza vittime, la pratica si basa sulla sottomissione delle donne ai bisogni e alle richieste degli uomini. Inoltre, per molti poligami religiosi, le donne non sono altro che il mezzo per un particolare fine dottrinale. – creare più figli per aumentare le probabilità dell'uomo di entrare in paradiso. Ancora una volta, gli uomini controllano le finanze e le donne sono merci, realizzando gli obiettivi sessuali degli uomini. Non può esserci uguaglianza di genere in questo scenario, di cui non è possibile essere in linea con qualsiasi teoria praticabile dei diritti delle donne." Le prime mogli nei matrimoni poliginici si trovano spesso in una situazione difficile, quando la legge o il codice religioso non richiedono il loro consenso o input affinché le nuove mogli siano ammesse al matrimonio, quindi la prima moglie è costretta ad accettare qualsiasi nuova donna portata nella famiglia dal marito e andare d'accordo con loro. La poliginia è criticata a causa del suo accordo matrimoniale asimmetrico e ineguale, in cui il marito ha relazioni sessuali / romantiche con diverse donne, ma le mogli possono avere tale relazione solo con un uomo, il loro marito, il che spesso porta a rigidi ruoli di genere nel matrimonio.
Una critica contro la poliginia è che in quasi tutte le culture e comunità religiose che la praticano, la poliginia è l'unica forma di poligamia consentita; e, in quanto tale, ciò viola i moderni principi di uguaglianza tra uomini e donne, soprattutto perché in molti di questi luoghi le donne che hanno più partner vengono violentemente punite attraverso delitti d'onore e lapidazioni, o scoraggiate attraverso la mutilazione genitale femminile. Negli Stati Uniti, c'è stata controversia intorno alla Chiesa fondamentalista di Gesù Cristo dei Santi degli Ultimi Giorni che pratica la poliginia, dopo che la comunità è stata segnata da accuse di abusi sessuali su minori, frode sociale, e il traffico di lavoro minorile, culminato nell’ergastolo del leader poliginico Warren Jeffs.

## Era premoderna
In Africa, nelle Americhe e nel Sud-Est asiatico nell'era premoderna, intorno al 600 a.C. - 1600 d.C., si verificarono sia la monogamia che la poliginia. La poliginia si verificò anche nelle aree in cui prevaleva la monogamia. La ricchezza ha svolto un ruolo chiave nello sviluppo della vita familiare in questi tempi. La ricchezza significava che gli uomini più potenti avevano una moglie principale e diverse mogli secondarie, nota come poliginia delle risorse. I governanti locali dei villaggi di solito avevano il maggior numero di mogli come segno di potere e status. I conquistatori dei villaggi spesso sposavano le figlie degli ex leader come simbolo di conquista. La pratica della poliginia delle risorse è continuata con la diffusione e l’espansione dell’Islam in Africa e nel sud-est asiatico. I bambini nati in queste famiglie erano considerati liberi. I bambini nati da concubine libere o schiave erano liberi, ma avevano uno status inferiore rispetto a quelli nati da mogli. Le modalità di vita variavano da una zona all'altra. In Africa, ogni moglie aveva solitamente la propria casa, oltre a proprietà e animali. In molte altre parti del mondo, le mogli vivevano insieme in isolamento, sotto la stessa famiglia. Un harem (noto anche come "zona proibita") era una parte speciale della casa per le mogli.

## Per paese

### Africa

#### Kenia
Il matrimonio poliginico era preferito tra i Logoli e altri gruppi subetnici Abalulya. Prendere altre mogli era considerato uno degli indicatori fondamentali di un uomo affermato con successo. Le famiglie numerose accrebbero il prestigio degli uomini di Logoli. Anche gli uomini Logoli con famiglie numerose erano capaci di ottenere giustizia, poiché sarebbero stati temuti dalla gente, che non avrebbe osato usare la forza per portargli via il bestiame o altri beni. Le interviste con alcuni uomini e donne contemporanei di Logoli che hanno recentemente contratto matrimoni poliginosi hanno prodotto dati che suggeriscono che il matrimonio con un'altra moglie viene solitamente affrontato con notevole riflessione e ponderazione da parte dell'uomo. Può o meno coinvolgere o richiedere il consenso delle altre mogli e dei genitori della futura moglie. È stato riferito che è stato osservato un tipo di accordo di "gravidanza surrogata", in cui alcune mogli che non sono in grado di avere figli, trovano soddisfazione nei figli e nella famiglia forniti da un marito che prende altre mogli. Alcuni degli uomini hanno indicato di essere stati spinti dai loro genitori a sposare un'altra moglie, che avrebbe potuto contribuire con un reddito aggiuntivo alla famiglia. Alcuni dei giovani uomini poliginici hanno indicato di essere intrappolati nella poliginia a causa del gran numero di donne single che avevano bisogno ed erano disposte a prenderli come mariti sebbene fossero già sposati. La maggior parte delle seconde e terze mogli erano donne anziane che non si erano ancora sposate.

#### Nigeria
Il diritto consuetudinario, uno dei tre sistemi giuridici in vigore in Nigeria (gli altri due sono il diritto comune nigeriano e la legge della Sharia) consente a un uomo di sposare legalmente più di una donna.
A differenza dei matrimoni riconosciuti dalla Sharia, non esiste alcun limite al numero di mogli legali consentite dal diritto consuetudinario. Attualmente la poliginia è più comune all'interno delle famiglie reali e nobili del paese ed è largamente praticata dalle tribù originarie del nord e dell'ovest. Anche se molto meno popolare lì, è comunque legale anche nell'est e nel sud della Nigeria.
La poliginia varia a seconda dell'età, della religione e dell'esperienza educativa della donna. Una ricerca condotta nella città di Ibadan, la seconda città più grande della Nigeria, mostra che le donne non istruite hanno significativamente più probabilità (58%) di far parte di un’unione poliginosa rispetto alle donne con istruzione universitaria (4%). Ci si aspetta che i seguaci delle religioni tradizionali africane abbiano quante mogli possono permettersi. Agli uomini musulmani sono consentite fino a 4 mogli e solo se possono essere curate e trattate allo stesso modo. I cristiani sono tipicamente (e dovrebbero essere) monogami.
Tra il gruppo Ngwa nella Nigeria orientale, gli studi mostrano che il 70% dei matrimoni poligami sono costituiti da uomini e donne analfabeti, rispetto al 53% nei matrimoni monogami.

#### Malawi
Sebbene i matrimoni poliginici non siano legalmente riconosciuti dalle leggi sul matrimonio civile del Malawi, il diritto consuetudinario offre una generosa quantità di benefici alle unioni poliginiche, che vanno dai diritti di eredità alla custodia dei figli. È stato stimato che quasi una donna su cinque in Malawi vive in relazioni poliginiche.
Gli sforzi per abolire la pratica e il riconoscimento de facto della poliginia sono stati ampiamente evidenti negli ultimi anni in Malawi; guidati principalmente da organizzazioni anti-AIDS e gruppi femministi. Il tentativo condotto nel 2008 di mettere al bando la poliginia nel paese è stato ferocemente contrastato dai leader religiosi islamici, citando la pratica come una realtà culturale, religiosa e pragmatica della nazione.

#### Sud Africa
I matrimoni poliginici sono legali in determinate circostanze in Sud Africa. Tutti i matrimoni poliginici contratti in conformità con le disposizioni della legge sul riconoscimento dei matrimoni consuetudinari sono legali. La poliginia in Sud Africa è praticata tra i gruppi etnici bantu indigeni del Sud Africa e anche all'interno della comunità musulmana. Sebbene fosse diffuso nei tempi antichi, ora è comune solo tra gli uomini più ricchi e di status sociale, come capi e re, tra cui l'ex presidente della Repubblica del Sud Africa, Jacob Zuma. I matrimoni poliginosi di individui di età superiore ai 15 anni rappresentavano circa 30.000 (0,1%) persone nel 2001. Sia la legge islamica che le leggi culturali sulla famiglia creano un sistema in cui gli uomini musulmani sono incoraggiati a prendere fino a quattro mogli. Diversi fattori determinano ciò: l'infertilità o la malattia a lungo termine della prima moglie, l'eccessiva ricchezza del marito che gli consente di sostenere le madri vedove o divorziate e i vantaggi economici delle famiglie numerose.
Nonostante la storia storica e culturale della poliginia tra i musulmani sudafricani, le unioni poliginiche sono ufficialmente illegali a livello nazionale in Sud Africa. Dopo il 1994, varie leggi come la libertà di religione nella Costituzione sudafricana, la ratifica della Convenzione delle Nazioni Unite sull'eliminazione di tutte le forme di discriminazione contro le donne e un progetto di legge sui matrimoni musulmani hanno affrontato la questione delle unioni poliginiche islamiche in Sud Africa.

#### Somalia
La poliginia è legale in Somalia e più comunemente vista nelle comunità musulmane. Secondo la tradizione musulmana gli uomini possono avere fino a quattro mogli. Affinché un uomo possa ottenere altre mogli in Somalia, deve essere concesso dal tribunale e deve essere dimostrato che la prima moglie è imprigionata o sterile.

#### Mozambico
Il Mozambico vieta il riconoscimento legale delle unioni poligame, ma non esistono restrizioni legali contro la pratica stessa, che è stata segnalata essere piuttosto diffusa nel paese costiero. A partire dal 2019, è stato stimato che circa il 20% delle donne sposate di età compresa tra 15 e 49 anni vivono in unioni poliginose.

### Australia
La poliginia non è legale in Australia. Il Marriage Act del 1961, all'articolo 94, stabilisce che qualsiasi persona che sposa consapevolmente un altro il cui matrimonio è legalmente in corso commette un atto di bigamia. La pena di bigamia è fino a cinque anni di reclusione. Il 6 marzo 2016 la Corte plenaria del tribunale della famiglia australiano ha stabilito che è illegale avere matrimoni poligami. Tuttavia, i matrimoni stranieri che hanno il potenziale per essere poligami quando sono iniziati saranno legalmente riconosciuti in Australia. La corte ha definito un matrimonio potenzialmente poligamo come se il matrimonio non fosse ancora poligamo, ma se il paese in cui il matrimonio ha avuto luogo marginalmente consente matrimoni poligami di uno dei partner con il matrimonio originale in una data successiva. È stato notato che le popolazioni indigene dell'Australia intraprendono relazioni poligame.

### Asia
Molti paesi a maggioranza musulmana mantengono la tradizionale sharia, che interpreta gli insegnamenti del Corano per consentire la poligamia con un massimo di quattro mogli. Le eccezioni includono Albania, Tunisia, Turchia e le repubbliche dell'ex Unione Sovietica. Sebbene circa il 70% della popolazione albanese sia storicamente musulmana, la maggioranza non è praticante. La Turchia e la Tunisia sono paesi con una popolazione prevalentemente musulmana che impongono pratiche secolariste per legge. Nelle ex repubbliche sovietiche il divieto della poligamia è stato ereditato dalla legislazione sovietica. Nel 21º secolo, una rinascita della pratica della poligamia nel mondo musulmano ha contribuito agli sforzi per ristabilirne la legalità e la legittimità in alcuni paesi e comunità in cui è illegale.
Sono state avanzate proposte per legalizzare nuovamente la poligamia in altre repubbliche musulmane ex sovietiche, come Kazakistan, Azerbaigian e Uzbekistan.
La moglie originale (o moglie legale) veniva chiamata 正室 zhèngshì /정실 (stanza principale) sia in Cina, Giappone e Corea. 大婆 dàpó ("grande donna/grande moglie") è il termine gergale. Entrambi i termini indicano la natura e la gerarchia ortodossa. La moglie ufficiale era chiamata "grande madre" (大媽 dàmā), madre o zia. Il figlio della concubina si rivolgeva alla grande madre chiamandola "zia".
La parola scritta per la seconda donna era側室 cèshì /측실 e significa letteralmente "colei che occupava la stanza laterale". Questa parola era usata anche in Corea e in Giappone. Erano chiamati anche 妾 qiè/첩 in Cina e Corea. I termini comuni riferiti rispettivamente alla seconda donna, e all'atto di avere la seconda donna, sono 二奶 (èrnǎi), letteralmente "la seconda moglie".

#### India
La poligamia in India è, in generale, vietata e la stragrande maggioranza dei matrimoni sono legalmente monogami. La poliginia tra i cristiani fu bandita alla fine del XIX secolo, mentre l'Hindu Marriage Act del 1955 vietò la poliginia per gli indù. Attualmente la poliginia è consentita solo tra i musulmani. I musulmani sono soggetti ai termini del Muslim Personal Law (Shariat) Application Act del 1937, interpretato dall'All India Muslim Personal Law Board. La prevalenza della poliginia in India è molto bassa: tra le donne sposate, solo l'1,68% degli indù, il 2,45% dei musulmani, il 2,16% dei cristiani e l'1,16% delle altre religioni vivono in matrimoni poliginici.

#### Cina
Nella Cina continentale, la poligamia è illegale ai sensi del codice civile approvato nel 2020. Questo ha sostituito un divieto simile del 1950 e del 1980.
La poliginia in cui le mogli hanno lo stesso status è sempre stata illegale in Cina ed era considerata un crimine in alcune dinastie. Nelle leggi sulla famiglia dalle dinastie Tang a Qing, lo status di moglie, concubine e ancelle non poteva essere modificato. In passato, gli imperatori potevano e spesso avevano da centinaia a migliaia di concubine. Ricchi funzionari e mercanti dell'élite prendevano anche concubine oltre alle mogli legali. La prima moglie era la moglie capo o madre; altre mogli erano sotto la sua autorità se il marito era assente. Le concubine avevano uno status inferiore rispetto alle mogli a pieno titolo, generalmente non venivano viste in pubblico con il marito e non avevano diritto alle decisioni in casa. I figli delle concubine erano considerati inferiori a quelli della moglie e non ricevevano pari ricchezza/eredità dal padre. Tuttavia erano considerati legittimi, quindi avevano molti più diritti all'eredità di status e ricchezza rispetto ai figli illegittimi concepiti al di fuori del matrimonio.
La poligamia fu di fatto ampiamente praticata nella Repubblica di Cina dal 1911 al 1949, prima che il Kuomintang fosse sconfitto nella guerra civile e si ritirasse a Taiwan. Zhang Zongchang, un noto signore della guerra, dichiarò in particolare di avere tre "incognite": numero sconosciuto di fucili, quantità sconosciuta di denaro e numero sconosciuto di concubine.
Gli uomini cinesi a Hong Kong potevano praticare il concubinato in virtù del Codice Qing. Ciò si è concluso con l'approvazione dell'ordinanza sulla riforma del matrimonio (cap. 178) nel 1970. Kevin Murphy dell'International Herald Tribune ha riferito sul fenomeno della poligamia transfrontaliera a Hong Kong nel 1995. In un documento di ricerca dell'Università Humboldt di Berlino sulla sessuologia, il dottor Man-Lun Ng stima che circa 300.000 uomini in Cina abbiano un'amante. Nel 1995 il 40% delle relazioni extraconiugali a Hong Kong coinvolgevano un partner stabile.
I drammi d'epoca e i romanzi storici si riferiscono spesso all'antica cultura della poligamia (di solito la poliginia). Un esempio è il romanzo Wuxia il cervo e il calderone dello scrittore di Hong Kong Louis Cha, in cui il protagonista Wei Xiaobao ha sette mogli (in un'edizione successiva del romanzo, la principessa Jianning è stata assegnata come moglie, mentre altre sono concubine).

#### Kirghizistan
Una proposta per depenalizzare la poligamia è stata ascoltata dal parlamento kirghiso. È stato sostenuto dal ministro della Giustizia, dal difensore civico del paese e dall'organizzazione delle donne musulmane Mutakalim, che ha raccolto 40.000 firme a favore della poligamia. Ma il 26 marzo 2007 il parlamento ha respinto il disegno di legge. È noto che il presidente Kurmanbek Bakiyev si oppone alla legalizzazione della poliginia.

#### Tagikistan
A causa dell’aumento del numero dei matrimoni poligami, in Tagikistan sono state avanzate proposte per legalizzare nuovamente la poligamia. Le donne tagike che vogliono essere seconde mogli sostengono in particolare la depenalizzazione della poliginia. Mukhiddin Kabiri, vicepresidente del Partito della rinascita islamica del Tagikistan, afferma che è improbabile che la legislazione possa fermare la crescita della poliginia. Critica l'élite al potere per essersi espressa contro la pratica pur prendendo più di una moglie.

#### Yemen
La poliginia è legale nello Yemen, una nazione a maggioranza musulmana, che segue la tradizione islamica secondo la quale la poliginia è accettabile fino a quattro mogli solo se il marito tratta tutte le mogli giustamente. Il 7% delle donne sposate nello Yemen fanno parte di una relazione poligama. I rapporti condotti nel paese hanno dimostrato che le regioni rurali hanno maggiori probabilità di avere relazioni poligame rispetto a quelle nelle città o nelle aree costiere.

### Europa

#### Bosnia ed Erzegovina
Le comunità musulmane della Bosnia ed Erzegovina praticavano tradizionalmente la poligamia, ma la pratica fu osservata l'ultima volta a Cazinska Krajina all'inizio degli anni '50. Sebbene sia illegale nel paese, la poligamia è incoraggiata da alcuni circoli religiosi e il numero di praticanti è aumentato. Questa tendenza appare legata all'avvento del wahhabismo fondamentalista nei Balcani.
Anche la popolazione bosniaca nella vicina Raška, in Serbia, è stata influenzata da questa tendenza in Bosnia. Hanno suggerito di creare un'intera giurisdizione islamica che includa la poligamia, ma queste proposte sono state respinte dalla Serbia. Il massimo religioso, il Mufti di Novi Pazar, Muamer Zukorlić, ha preso una seconda moglie.

#### Russia
La poligamia effettiva e i rapporti sessuali con più partner adulti non sono punibili ai sensi delle attuali revisioni del Codice penale russo e del Codice della Federazione Russa sugli illeciti amministrativi. Ma il matrimonio multiplo non può essere registrato e riconosciuto ufficialmente dalle autorità russe perché il Codice della famiglia russo (sezione 14 e altri) vieta la registrazione del matrimonio se una delle persone ha un altro matrimonio registrato in Russia o in un altro paese. La poligamia è tollerata nelle repubbliche a maggioranza musulmana come Cecenia, Inguscezia e Daghestan.
Il politico ceceno Ramzan Kadyrov ha sostenuto attivamente il matrimonio poliginoso per ottenere il riconoscimento legale. Anche leader musulmani come Talgat Tadžuddin hanno spinto per il riconoscimento legale del matrimonio poliginico.
La poliginia fu legalizzata e documentata nella non riconosciuta Repubblica cecena di Ichkeria, ma le autorità russe avevano annullato questi matrimoni poliginici dopo aver ripreso il controllo sul territorio dell'Ichkeria. Successivamente Ramzan Kadyrov, presidente della Repubblica cecena, ha affermato alla radio che lo spopolamento della Cecenia a causa della guerra giustifica la legalizzazione della poligamia. Kadyrov è stato sostenuto da Nafigallah Ashirov, presidente del Consiglio dei Gran Mufti di Russia, il quale ha affermato che la poligamia è già diffusa tra le comunità musulmane del paese.
In Inguscezia nel luglio 1999 la poliginia è stata ufficialmente riconosciuta e consentita dall'editto del presidente dell'Inguscezia Ruslan Aušev ed è stata avviata la registrazione dei matrimoni poliginici consentendo agli uomini di sposare fino a quattro mogli secondo la tradizione musulmana. Ma questo editto fu presto formalmente sospeso dall'editto del presidente russo Boris El'cin. Un anno dopo questo editto di Aushev fu annullato dalla Corte Suprema dell'Inguscezia a causa della contraddizione con il Codice della Famiglia russo.
Sebbene le popolazioni russe non musulmane abbiano storicamente praticato la monogamia, il politico russo Vladimir Žirinovskij si è offerto di legalizzare la poliginia per incoraggiare la crescita della popolazione e correggere la crisi demografica dei russi. Žirinovskij propose per la prima volta di legalizzare la poliginia nel 1993, dopo la dichiarazione di Kadyrov che avrebbe introdotto un emendamento per legalizzare la poliginia per tutti i cittadini russi.

#### Serbia
La legge serba, che a sua volta si basa sul codice civile francese, consente alle persone di sposarsi solo in modo monogamo. Tuttavia, la giurisdizione della legge civile vigila esclusivamente sui matrimoni celebrati con cerimonie civili e non su quelli celebrati con cerimonie religiose. Dato che la legge non impone alle coppie di registrare un matrimonio religioso nel registro dei matrimoni civili (mentre nella vicina Bosnia la mancata registrazione può comportare una multa), chi cerca di praticare la poligamia non è obbligato a farlo. Uno degli esempi più noti è stato il capo Mufti della comunità islamica in Serbia, il dottor Muamer Zukorlic, che era contemporaneamente sposato con tre donne.

#### Regno Unito
Nel Regno Unito, si ritiene che vi siano fino a 20.000 matrimoni poligami nella comunità musulmana britannica, anche se la bigamia è un reato. Tutti i matrimoni che avvengono nel Regno Unito devono essere monogami e soddisfare i requisiti della legislazione pertinente per essere percepiti come legittimamente sostanziali. Affinché le unioni poligame nel Regno Unito siano considerate valide, le persone devono vivere in un paese in cui una persona può avere più di un coniuge e sposarsi in una nazione che lo consente. Esistono prove di matrimoni poligami non registrati nel Regno Unito, celebrati tramite cerimonie religiose, che non sono riconosciuti dalla legge britannica. Nel maggio 2016, un membro trasversale della Camera dei Lord britannica, la baronessa Cox, ha presentato il disegno di legge sui servizi di arbitrato e mediazione (uguaglianza). Questo disegno di legge garantirebbe che le persone coinvolte in matrimoni poligami e matrimoni religiosamente riconosciuti non considerati legali nel Regno Unito siano informate che potrebbero essere senza protezione legale se venissero catturati dalle autorità.

### Le Americhe

#### Cile
La poliginia ha una lunga storia tra il popolo Mapuche del Sud America meridionale. Le mogli che condividono lo stesso marito sono spesso parenti, come le sorelle, che vivono nella stessa comunità. Avere lo stesso marito non implica che le donne appartengano alla stessa famiglia. La poligamia mapuche non ha alcun riconoscimento legale in Cile. Ciò mette le donne che non sono legalmente sposate con il marito in una posizione di svantaggio rispetto a qualsiasi moglie legale in termini di garanzia dell'eredità. Si ritiene che la poligamia odierna sia molto meno comune di quanto lo fosse una volta, in particolare rispetto al periodo precedente all'occupazione dell'Araucanía (1861–1883), quando l'Araucanía perse la sua autonomia. Anche se principalmente rurale, la poligamia mapuche è stata segnalata anche nei comuni periferici a basso reddito di Santiago.

#### Nord America

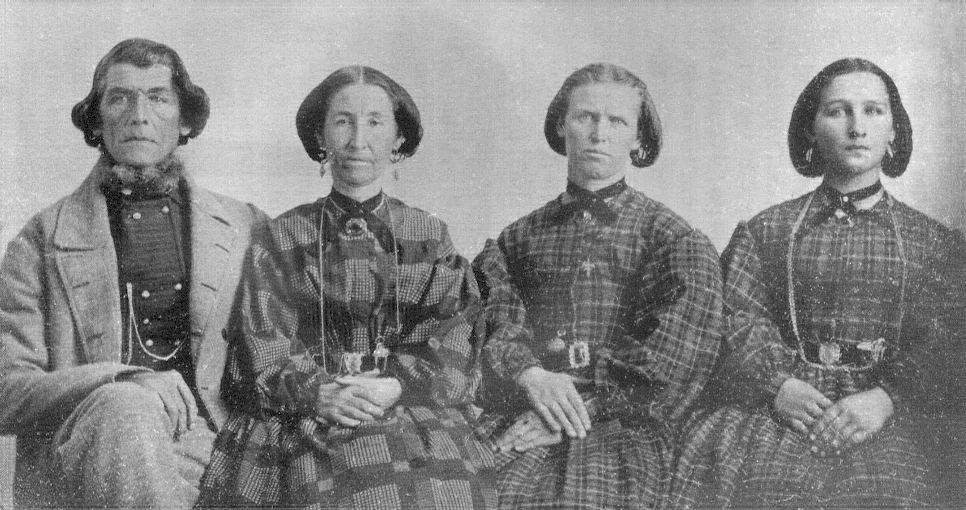
Poliginia tra i mormoni del XIX secolo: Ritratto di Ira Eldredge con le sue tre mogli: Nancy Black Eldredge, Hannah Mariah Savage Eldredge e Helvig Marie Andersen Eldredge.

Il fondamentalismo mormone crede nella validità di alcuni aspetti fondamentali del mormonismo insegnati e praticati nel diciannovesimo secolo. Gli insegnamenti fondamentalisti dei Santi degli Ultimi Giorni includono il matrimonio plurimo, una forma di poliginia insegnata per la prima volta da Joseph Smith, il fondatore del movimento dei Santi degli Ultimi Giorni.
Nel 21º secolo, diverse fonti affermano che negli Stati Uniti vi fossero almeno 60.000 Santi degli Ultimi Giorni fondamentalisti, e meno della metà di loro viveva in famiglie poligame. Altri hanno suggerito che potrebbero esserci solo 20.000 fondamentalisti mormoni con solo 8.000-15.000 che praticano la poligamia. I più grandi gruppi fondamentalisti mormoni sono la Chiesa Fondamentalista di Gesù Cristo dei Santi degli Ultimi Giorni (Chiesa FLDS) e gli Apostolic United Brethren (AUB). Si stima che la Chiesa FLDS abbia 10.000 membri residenti nelle città gemellate di Hildale, Utah e Colorado City, Arizona; Eldorado, Texas; Westcliffe, Colorado; Mancos, Colorado; Creston e Bountiful, Columbia Britannica; Pringle, Dakota del Sud e Montana.
La poliginia è praticata anche da alcuni immigrati musulmani negli Stati Uniti, in particolare quelli provenienti dall'Africa e dall'Asia. All Things Considered della NPR ha stimato nel 2008 che da 50.000 a 100.000 musulmani americani vivono in famiglie poligame.
Nel luglio 2022, un giudice messicano del tribunale civile dell'ottavo distretto dello stato di Puebla ha autorizzato il primo matrimonio di gruppo a tre del paese.

## Religione

### Buddismo
Il Buddismo non considera il matrimonio un sacramento: è un affare secolare, e normalmente i monaci buddisti non vi partecipano (anche se in alcune sette i preti si sposano). Quindi il matrimonio non riceve alcuna sanzione religiosa. Le forme di matrimonio, di conseguenza, variano da Paese a Paese.
La poligamia in Thailandia fu riconosciuta legalmente fino al 1935. Il Myanmar mise fuori legge la poliginia dal 2015. Nello Sri Lanka, la poliandria era legale nel Regno di Kandy, ma fu messa fuori legge dagli inglesi dopo la conquista del regno nel 1815. Quando i testi buddisti furono tradotti in cinese, le concubine di altri furono aggiunte all'elenco dei partner inappropriati. La poliandria in Tibet era tradizionalmente comune, così come la poliginia, e avere più mogli o mariti non era mai considerato come fare sesso con partner inappropriati.
Il Parabhava Sutta afferma che "un uomo che non è soddisfatto di una donna e cerca altre donne è sulla via del declino". Altri frammenti delle scritture buddiste sembrano trattare la poligamia in modo sfavorevole, portando alcuni autori a concludere che il Buddismo generalmente non la approva o in alternativa la considera un modello coniugale tollerato, ma subordinato.

### Cristianesimo
La poligamia non è vietata nell'Antico Testamento. Il Nuovo Testamento tace in gran parte sulla poligamia, tuttavia, alcuni sottolineano la ripetizione da parte di Gesù delle scritture precedenti, sottolineando che un uomo e una moglie "diventeranno una sola carne". Alcuni però guardano agli scritti di Paolo ai Corinzi: «Non sapete voi che chi si unisce ad una prostituta forma con lei un corpo solo? Poiché sta scritto: I due diventeranno una carne sola.'"

La maggior parte dei teologi cristiani sostengono che in Matteo 19:3–9 e facendo riferimento a Genesi 2:24, Gesù afferma esplicitamente che un uomo dovrebbe avere una sola moglie:
Non avete voi letto che il Creatore da principio li creò maschio e femmina e disse: Perciò l'uomo lascerà il padre e la madre e si unirà con sua moglie e i due saranno una sola carne?

— Matteo 19:3–9
Nel Nuovo Testamento, le Scritture affermano che la poligamia non dovrebbe essere praticata da alcuni leader della chiesa. 1 Timoteo dice che certi capi della Chiesa dovrebbero avere una sola moglie: «Il vescovo quindi deve essere irreprensibile, marito di una sola moglie (Koinē greco: mias gunaikos andra, lett. 'uomo con una sola donna'), vigilante, sobrio, di buona comportamento, dedito all'ospitalità, atto a insegnare". Il versetto 12 dà un consiglio simile riguardo ai diaconi che hanno una sola moglie. Un consiglio simile è ripetuto nel primo capitolo della Lettera a Tito.
Periodicamente, i movimenti di riforma cristiana che miravano a ricostruire la dottrina cristiana basata esclusivamente sulla Bibbia (sola scriptura) hanno accettato, almeno temporaneamente, la poliginia come pratica biblica. Ad esempio, durante la Riforma protestante, in un documento denominato semplicemente Der Beichtrat (o Il consiglio confessionale), Martin Lutero, la cui riforma causò uno scisma nella Chiesa cristiana occidentale che portò alla formazione della Chiesa luterana, concesse il langravio Filippo d'Assia, il quale, da molti anni, viveva «costantemente in uno stato di adulterio e di fornicazione», una dispensa per prendere una seconda moglie. Il doppio matrimonio doveva però essere celebrato in segreto, per evitare lo scandalo pubblico. Circa quindici anni prima, in una lettera al cancelliere sassone Gregor Brück, Lutero aveva affermato che non poteva "vietare a una persona di sposare più mogli, perché ciò non contraddice la Scrittura". (Ego sane fateor, me non posse prohibere, si quis plures velit uxores ducere, nec repugnat sacrisliteris.)
La Federazione luterana mondiale ha ospitato una conferenza regionale in Africa, in cui l'accettazione dei poliginici e delle loro mogli come membri a pieno titolo da parte della Chiesa luterana in Liberia è stata difesa come ammissibile. La Chiesa luterana in Liberia, pur consentendo agli uomini di trattenere le loro mogli dai matrimoni prima di essere accolti nella Chiesa, non consente ai poliginici divenuti cristiani di sposare più mogli dopo aver ricevuto il sacramento del Santo Battesimo. Anche i missionari evangelici luterani nei Masai tollerano la pratica della poliginia e nel Sudan meridionale, e alcuni poliginici stanno diventando cristiani luterani.
D'altra parte, la Chiesa Cattolica Romana critica la poliginia nel Catechismo della Chiesa Cattolica. Al paragrafo 2387 di “Altri delitti contro la dignità del matrimonio” del Catechismo della Chiesa Cattolica si afferma “non è conforme alla legge morale”. Inoltre, il paragrafo 1645 di "I beni e le esigenze dell'amore coniugale" afferma: "L'unità del matrimonio, distintamente riconosciuta da nostro Signore, si manifesta nella pari dignità personale che deve essere accordata al marito e alla moglie nell'affetto reciproco e senza riserve. Poligamia è contrario all’amore coniugale che è indiviso ed esclusivo”. Ci sono un piccolo numero di teologi cattolici romani che affermano che la poliginia può essere un'autentica forma di matrimonio in alcune regioni come l'Africa.
Nell’Africa subsahariana si è spesso verificata una tensione tra l’insistenza dei cristiani occidentali sulla monogamia e la pratica tradizionale della poligamia. In alcuni casi negli ultimi tempi ci sono stati spostamenti per alloggi; in altri casi, le chiese hanno resistito con forza a tali mosse. Le Chiese Indipendenti Africane hanno talvolta fatto riferimento a quelle parti dell'Antico Testamento che descrivono la poligamia nel difendere la pratica.

### Induismo
Le scritture indù riconoscono numerose occasioni di poliginia; era la norma tra i re, la nobiltà e gli estremamente ricchi. Pandu, il padre dei Pandava nel Mahabharata, aveva due mogli Kunti e Madri. Tuttavia, le scritture indù consentono anche la poliandria. Molti personaggi femminili famosi nelle storie indù, come Draupadi, Jatila, la moglie dei 7 Saptarshi, erano impegnati in relazioni poliandriche. Sebbene molte altre personalità, incluso Rama, avessero una sola moglie, poiché la monogamia era considerata il tipo di matrimonio moralmente superiore, la poliginia rimase consuetudine e ampiamente accettabile tra gli indù finché non fu legalmente abolita per gli indù in India dall'Hindu Marriage Act del 1955.

### Islam
Secondo la giurisprudenza matrimoniale islamica, gli uomini musulmani possono praticare la poliginia, cioè possono avere più di una moglie contemporaneamente. Gli uomini musulmani possono avere fino a quattro mogli alla volta. La poliandria, la pratica di una donna che ha più di un marito, non è consentita.

Secondo il versetto 30:21 del Corano, la relazione ideale è il conforto che una coppia trova nell'abbraccio dell'altro:
E uno dei suoi segni è che ha creato per voi sposi tra di voi, affinché in essi troviate conforto. E ha posto tra voi compassione e misericordia. Sicuramente in questo ci sono segni per le persone che riflettono.
La poliginia è consentita nel Corano, ma se un uomo teme di non poter trattare giustamente con loro dovrebbe sposarne solo una. Ciò si basa sul versetto 4:3 del Corano che dice:
Se temi di non riuscire a riconoscere alle donne orfane i “debiti” diritti se le sposassi, allora sposa altre donne di tua scelta: due, tre o quattro. Ma se avete paura di non riuscire a mantenere la giustizia, allora accontentatevi di una o quelle schiave in vostro possesso. In questo modo avrai meno probabilità di commettere ingiustizie.
Ci sono requisiti severi per sposare più di una donna, poiché l'uomo deve trattarle allo stesso modo dal punto di vista finanziario e in termini di sostegno dato a ciascuna moglie, secondo la legge islamica.

Le donne musulmane non possono sposare più di un marito contemporaneamente. Tuttavia, in caso di divorzio o di morte del marito, possono risposarsi dopo il completamento dell'Iddah, poiché il divorzio è legale nella legge islamica. Una donna non musulmana che fugge dal marito non musulmano e accetta l'Islam può risposarsi senza divorziare dal marito precedente, poiché il suo matrimonio con il marito non musulmano viene sciolto islamicamente con la sua fuga. Anche una donna non musulmana catturata durante la guerra dai musulmani può risposarsi, poiché il suo matrimonio con il marito non musulmano viene sciolto dal punto di vista islamico al momento della cattura da parte dei soldati musulmani. Questo permesso è dato a queste donne nel versetto 4:24 del Corano. Il versetto sottolinea anche la trasparenza, l'accordo reciproco e la compensazione finanziaria come prerequisiti per il rapporto matrimoniale in contrapposizione alla prostituzione; dice:
Sono “proibite” anche le donne sposate, eccetto le prigioniere “femminili” in tuo possesso. Questo è il comandamento di Dio per te. Ti sono lecite tutte le cose al di là di queste cose, purché le cerchi con le tue ricchezze in un matrimonio legale, non nella fornicazione. Dona a coloro con cui hai consumato il matrimonio le dovute doti. È consentito essere reciprocamente gentili riguardo alla dote stabilita. Sicuramente Dio è onnisciente, onnisciente.
Muhammad fu sposato in modo monogamo con Khadija, la sua prima moglie, per 25 anni, fino alla sua morte. Dopo la sua morte, sposò diverse donne, per lo più vedove, per ragioni sociali e politiche. Ebbe un totale di nove mogli, ma non tutte contemporaneamente, a seconda delle fonti della sua vita. Il Corano non dà la preferenza allo sposare più di una moglie. Uno dei motivi addotti per la poliginia è che consente a un uomo di fornire protezione finanziaria a più donne, che altrimenti potrebbero non avere alcun sostegno (ad esempio le vedove). Tuttavia, la moglie può porre come condizione, nel contratto di matrimonio, che il marito non possa sposare un'altra donna durante il loro matrimonio. In tal caso, il marito non può sposare un'altra donna finché è sposato con sua moglie. Secondo la legge islamica tradizionale, ciascuna di queste mogli mantiene le proprie proprietà e i propri beni separati; e vengono pagate in mahr e mantenimento stando separate dal marito. Di solito le mogli hanno pochi o nessun contatto tra loro e conducono vite separate e individuali nelle proprie case e talvolta in città diverse, sebbene condividano tutte lo stesso marito.
Nella maggior parte dei paesi a maggioranza musulmana, la poliginia è legale e il Kuwait è l’unico in cui non vengono imposte restrizioni. La pratica è illegale in Turchia, Tunisia, Albania, Kosovo e nei paesi dell’Asia centrale a maggioranza musulmana.
I paesi che consentono la poliginia in genere richiedono anche che un uomo ottenga il permesso dalle sue mogli precedenti prima di sposarne un'altra; potrebbero richiedere all'uomo di dimostrare di poter sostenere finanziariamente più mogli. In Malesia e Marocco, un uomo deve giustificare l'adozione di un'altra moglie in un'udienza in tribunale prima che gli sia permesso di farlo. In Sudan, il governo ha incoraggiato la poliginia nel 2001 per aumentare la popolazione.

### Ebraismo
La poliginia non è vietata nel Tanakh e oltre 40 figure importanti avevano più di una moglie, come Esaù, Elkana, e Salomone. Mosè aveva due o tre mogli; Zipporah, la figlia di Hobab e la donna "cusita", anche se alcuni interpreti della Bibbia lo contestano. Tuttavia, Deuteronomio 17:17 afferma che il re non avrà troppe mogli.
Secondo Michael Coogan, "[p]olygyny continuò ad essere praticata fino al periodo biblico, ed è attestata tra gli ebrei fino al II secolo d.C." L'incidenza era tuttavia limitata e probabilmente era in gran parte limitata ai ricchi. Nel I secolo, sia le spese che i problemi pratici associati al mantenimento di più mogli costituivano ostacoli alla pratica, soprattutto per i meno ricchi. Dall'XI secolo, gli ebrei ashkenaziti hanno seguito il divieto di poliginia di Gershom ben Judah (tranne in rare circostanze).
Alcune comunità ebraiche Mizrahi (mediorientali) (in particolare ebrei yemeniti ed ebrei persiani) hanno interrotto la poliginia più recentemente, dopo essere immigrati in paesi in cui era proibita o illegale. Israele vieta la poligamia per legge. In pratica, tuttavia, la legge viene applicata in modo approssimativo, principalmente per evitare interferenze con la cultura beduina, dove viene praticata la poliginia. Le unioni poliginiche preesistenti tra ebrei provenienti da paesi arabi (o altri paesi in cui la pratica non era proibita dalla loro tradizione e non era illegale) non sono soggette a questa legge israeliana. Ma agli ebrei Mizrahi non è permesso contrarre nuovi matrimoni poligami in Israele. Tuttavia la poligamia può ancora verificarsi nelle comunità ebraiche non europee che esistono in paesi in cui non è vietata, come le comunità ebraiche nello Yemen e nel mondo arabo.
Gli ebrei caraiti non hanno regole contro la poliginia, sebbene la pratica stessa nei tempi moderni sia rara e non si trovi affatto tra i caraiti che vivono in paesi in cui la poligamia è contro la legge. Al marito, tuttavia, è consentito prendere altre mogli solo se ha i mezzi e la capacità di trattarle allo stesso modo della moglie principale, e anche in questo caso solo se nel contratto di matrimonio non vi era alcuna clausola anti-poligamia da nessuna delle parti. La poliandria invece è espressamente vietata.

## In natura
In zoologia il termine poliginia è usato per un modello di accoppiamento in cui un animale maschio ha più di una compagna durante una stagione riproduttiva. I maschi conquistano le loro compagne difendendo direttamente le femmine o detenendo le risorse che le femmine desiderano e di cui hanno bisogno. Questo è noto come poliginia di difesa delle risorse e i maschi della specie di api Anthidium manicatum (nota anche come ape cardatrice europea della lana) mostrano questo comportamento. I maschi rivendicano macchie di piante floreali, tengono lontani i maschi conspecifici e altri concorrenti di risorse e si accoppiano con le numerose femmine che foraggiano nei loro territori. I maschi di molte specie attirano le femmine nel loro territorio riunendosi in un lek o andando alla ricerca di femmine disperse. Nelle relazioni poliginiche negli animali, la femmina è quella che fornisce la maggior parte delle cure genitoriali alla prole.
La poliginia negli insetti eusociali significa che alcuni insetti che vivono in colonie non hanno solo una regina, ma diverse regine. Specie solitarie di insetti prendono parte a questa pratica al fine di massimizzare il loro successo riproduttivo delle femmine ampiamente disperse, come la specie di api Anthidium maculosum. Insetti come gli scarabei della farina rossa usano la poliginia per ridurre la depressione da consanguineità e quindi massimizzare il successo riproduttivo.
Esiste la poliginia primaria (più regine si uniscono per fondare una nuova colonia, ma dopo la nascita delle prime operaie le regine combattono tra loro finché sopravvive una sola regina e la colonia diventa monogina) e la poliginia secondaria (una colonia ben radicata continua ad avere diverse regine).